# گرند باهاما غربی
گرند باهاما غربی (به لاتین: West Grand Bahama) یک شهرستان در باهاما است که در گرند باهاما واقع شده‌است.